# Tự lắp ráp phân tử

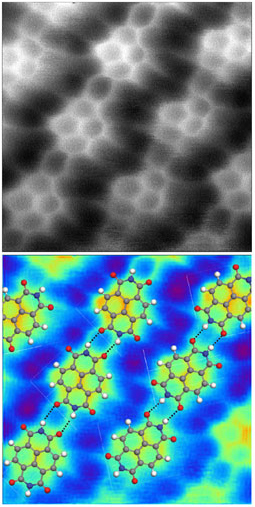
Hình ảnh phân tử napthalenetetracarboxylic diimide qua kính hiển vi lực nguyên tử tương tác với bạc bằng liên kết hydro tại 77 K. ("liên kết hydro" ở hình phía trên được được phóng đại để hình rõ hơn.)

Hình ảnh quá trình tự lắp ráp phân tử của acid 2-aminoterephthalic trên calcite chụp được qua kính hiển vi lực nguyên tử(104).

Tự lắp ráp phân tử là quá trình mà các phân tử tự sự sắp xếp theo trình tự xác định mà không có tác nhân tác động từ bên ngoài. Có hai loại tự lắp ráp: tự lắp ráp nội phân tử và tự lắp ráp liên phân tử. Thông thường, thuật ngữ tự lắp ráp phân tử đề cập đến quá trình tự lắp ráp liên phân tử, trong khi lắp ráp nội phân tử chính là quá trình gấp nếp của phân tử để tạo cấu trúc bậc cao.

## Hệ siêu phân tử
Tự lắp ráp phân tử là một khái niệm then chốt trong hóa học siêu phân tử, vì sự lắp ráp các phân tử trong hệ là kết quả của các tương tác không phải là liên kết cộng hóa trị (chẳng hạn: liên kết hydro, phối trí kim loại, lực kỵ nước, lực Van der Waals, tương tác π–π stacking và/hoặc lực tĩnh điện) và cũng là kết quả của tương tác điện từ. Một số ví dụ: chất keo, chất ngưng tụ phân tử sinh học, micelle, túi sinh học, tinh thể lỏng, màng đơn tạo bởi các phân tử surfactant.
Tự lắp ráp phân tử cho phép xây dựng các cấu trúc liên kết phân tử khó. Vòng Borromean là các vòng lồng vào nhau, để tháo một vòng sẽ làm mở vòng khác. DNA được sử dụng để điều chế một chất tương tự phân tử của vòng Borromean. Gần đây, một cấu trúc tương tự được điều chế từ các block phi sinh học.

## Hệ thống sinh học
Quá trình tự lắp ráp phân tử làm cơ sở cho việc xây dựng các cụm đại phân tử sinh học và các chất ngưng tụ phân tử sinh học trong cơ thể sống, vì vậy rất quan trọng đối với chức năng của tế bào, thể hiện trong quá trình tự lắp ráp lipid để hình thành màng, quá trình hình thành DNA xoắn kép thông qua liên kết hydro của các sợi riêng lẻ và quá trình lắp ráp của các protein để tạo thành cấu trúc bậc 4 . Protein gấp khúc không chính xác, sau khi tự lắp ráp phân tử sẽ trở thành các sợi amyloid không hòa tan. Đây là nguyên nhân gây ra các bệnh thoái hóa thần kinh liên quan đến prion truyền nhiễm. Sự tự lắp ráp phân tử của các cấu trúc kích thước nano đóng vai trò trong sự phát triển của các cấu trúc lamellae β-keratin/ setae/spatulae, giúp tắc kè có khả năng leo tường, bám vào trần nhà và vị trí đá nhô ra ngoài.

### Protein multimer
Sau khi dịch mã từ gen để tạo thành nhiều protein, nhiều bản sao polypeptide hình thành. Các bản sao này tự lắp ráp để tạo thành cấu trúc gọi là multimer. Các gen mã hóa polypeptide tạo multimer rất phổ biến. Khi một multimer được hình thành từ các polypeptide do hai alen đột biến khác nhau của một gen cụ thể tạo ra, thì multimer hỗn hợp có thể biểu hiện hoạt động chức năng cao hơn so với các multimer không trộn lẫn được tạo thành từ mỗi thể đột biến. Trong trường hợp như vậy, hiện tượng này được gọi là tương tác bổ trợ.

## Công nghệ nano
Tự lắp ráp phân tử là một khía cạnh quan trọng của phương pháp tiếp cận từ dưới lên đối với công nghệ nano . Sử dụng quá trình tự lắp ráp phân tử, cấu trúc cuối cùng (mong muốn) được lập trình theo hình dạng và các nhóm chức năng của phân tử. Tự lắp ráp được gọi là kỹ thuật sản xuất 'từ dưới lên' trái ngược với kỹ thuật 'từ trên xuống' như in thạch bản trong đó cấu trúc cuối cùng mong muốn hình thành từ một khối vật chất lớn hơn. Theo tầm nhìn suy đoán của công nghệ nano phân tử , các vi mạch của tương lai có thể được tạo ra bằng cách tự lắp ráp phân tử. Một lợi thế để xây dựng cấu trúc nano bằng cách sử dụng quá trình tự lắp ráp phân tử cho các vật liệu sinh học là chúng sẽ phân hủy trở lại thành các phân tử riêng lẻ có thể bị cơ thể phá vỡ.

### Công nghệ nano DNA
Công nghệ nano DNA là một lĩnh vực nghiên cứu hiện tại sử dụng phương pháp tiếp cận tự lắp ráp từ dưới lên cho các mục tiêu công nghệ nano. Công nghệ nano DNA sử dụng các đặc tính nhận dạng phân tử duy nhất của DNA và các acid nucleic khác để tạo ra các phức hợp DNA nhánh tự lắp ráp chứa các đặc tính hữu ích.   Do đó, DNA được sử dụng làm vật liệu cấu trúc hơn là vật mang thông tin sinh học, để tạo ra các cấu trúc như mạng 2D và 3D phức tạp (xếp chồng, phương pháp " DNA origami ") và cấu trúc  ba chiều giống của khối đa diện .  Những cấu trúc DNA này cũng được sử dụng làm khuôn mẫu trong quá trình lắp ráp các phân tử khác như hạt nano vàng  và protein streptavidin.

## Lớp đơn hai chiều
Sự lắp ráp tự phát của một lớp phân tử đơn lẻ tại các mặt phân cách thường được gọi là quá trình tự lắp ráp hai chiều. Một trong những ví dụ phổ biến của các tập hợp như vậy là các lớp đơn lớp Langmuir-Blodgett và lớp đa lớp của surfactant. Các phân tử hoạt động không bề mặt cũng có thể lắp ráp thành các cấu trúc có trật tự. Các bằng chứng trực tiếp ban đầu cho thấy rằng các phân tử hoạt động không bề mặt có thể tập hợp thành các cấu trúc bậc cao hơn tại các bề mặt rắn ra đời cùng với sự phát triển của kính hiển vi quét đường hầm. Ngày nay, việc thiết kế các phân tử và điều kiện dẫn đến sự hình thành các kiến trúc tinh thể cao được coi là một dạng kỹ thuật tinh thể 2D ở mức độ nano .